# Куэвас, Эльвира
Эльвира Куэвас (исп. Elvira Cuevas Viera, род. 20 августа 1950, Сан-Хуан) — пуэрториканский эколог. Она является профессором кафедры биологии Университета Пуэрто-Рико, кампус Рио-Пьедрас, где она является директором Центра прикладной тропической экологии и охраны природы.

## Ранние годы и образование
Куэвас родилась 20 августа 1950 года в Сан-Хуане, Пуэрто-Рико. Она заинтересовалась наукой в юном возрасте и изначально планировала заняться медициной. Она перешла на экологию после прохождения курса экологии под руководством Эрминио Луго Луго в Университете Пуэрто-Рико, кампус Рио-Пьедрас (UPR-RP). Окончила UPR-RP со степенью бакалавра и магистра биологии. Её магистерская диссертация 1975 года была озаглавлена «Изменения отдельных параметров качества воды под влиянием моделей землепользования в водосборном бассейне Эспириту-Санто». Куэвас получила докторскую степень по экологии в Венесуэльском научно-исследовательском институте (IVIC) в 1984 году. Она была первым выпускником IVIC в Венесуэле в области экологии. Её диссертация называлась «Crecimiento de raices finas y su relacion con los procesos de descomposicion de materia organica y liberacion de nutrientes en bosques del alto Rio Negro en el territorio federal Amazonas» (с испанского: Рост тонких корней и его связь с процессами разложения органического вещества и высвобождения питательных веществ в лесах верхнего Рио-Негро на федеральной территории Амасонас). Она была научным сотрудником Международного института тропического лесного хозяйства.

## Карьера
Куэвас жила и работала в Венесуэле 25 лет. В 2001 году поступила на факультет UPR-RP, где является профессором кафедры биологии. Она является директором Центра прикладной тропической экологии и охраны окружающей среды в UPR-RP. В мае 2004 года Куэвас стала внештатным преподавателем кафедры управления и сохранения природных ресурсов факультета ветеринарии и зоотехнологий Автономного университета Юкатана.

### Исследования
Куэвас исследует экологию экосистем, процессы и функции экосистем, взаимодействие растений и почвы, круговорот питательных веществ и углеродный цикл. Она также исследует эко-гидрологию полузасушливых систем и городских водно-болотных угодий. Куэвас исследует экофизиологическую реакцию растений на глобальное потепление, изменение климата и загрязнение тяжёлыми металлами на городских водно-болотных угодьях. Она использует технологию природных стабильных изотопов для выявления источников воды и углерода в почве и оценки реакции растений на доступность воды и питательных веществ.

## Награды и почести
В 2000 году Куэвас получила стипендию Гуггенхайма для изучения наук о растениях. В 2019 году она стала первой пуэрториканкой, вступившей в Латиноамериканскую академию наук.

## Личная жизнь
Куэвас замужем, у пары есть сын. Как муж, так и сын Куэвас — учёные.

## Избранные публикации
К самым цитируемым публикациям Куэвас относятся:
- Tiessen, H., Cuevas, E., & Chacon, P. (1994). The role of soil organic matter in sustaining soil fertility. Nature, 371(6500), 783-785.
- Martinelli, L. A., Piccolo, M. C., Townsend, A. R., Vitousek, P. M., Cuevas, E., McDowell, W., ... & Treseder, K. (1999). Nitrogen stable isotopic composition of leaves and soil: tropical versus temperate forests. Biogeochemistry, 46(1-3), 45-65.
- Tanner, E. V. J., Vitousek, P. A., & Cuevas, E. (1998). Experimental investigation of nutrient limitation of forest growth on wet tropical mountains. Ecology, 79(1), 10-22.
- Myers, R. J. K., Palm, C. A., Cuevas, E., Gunatilleke, I. U. N., & Brossard, M. (1994). The synchronisation of nutrient mineralisation and plant nutrient demand.
- Cuevas, E., & Medina, E. (1988). Nutrient dynamics within Amazonian forests. Oecologia, 76(2), 222-235.